# Коновалов Юрій Олександрович
Юрій Олександрович Конова́лов (16 червня 1927, Ярославль — 17 вересня 2012, Сімферополь) — український живописець і педагог; член Спілки радянських художників України з 1959 року.

## Біографія
Народився 16 червня 1927 року в місті Ярославлі (нині Російська Федерація). Протягом 1942—1947 років навчався у Ярославському художньому училищі у Карла Бурмана, Андрія Чуріна; у 1947—1954 роках — у Київському художньому інституті у Володимира Костецького. Дипломна робота — картина «Порятунок прапора» (керівник Карпо Трохименко).
Протягом 1954—1956 років викладав у Сімферопольському художньому училищі (серед учнів — Іван Базилевський). У 1956—1090 роках працював на Кримському художньо-виробничому комбінаті. Мешкав у Сімферополі в будинку на вулиці Беспалова, № 35, квартира № 8. Помер у Сімферополі 17 вересня 2012 року.

## Творчість
Працював у галузі станкового живопису, писав портрети, натюрморти, тематичні картини, пейзажі. Серед робіт:
живопис
- «Сутінки» (1955);
- «На Дніпрі» (1958);
- «Біля берегів Криму» (1960);
- «В автобусі» (1960);
- «Коли приходить вечір» (1961);
- «У Кримських горах» (1963);
- «Алушта. Робітничий куточок» (1964);
- «Герой Соціалістичної Праці Микола Гржибовський» (1964);
- «Обсерваторія в горах» (1964—1965);
- «Сріблясті тополі» (1969);
- «Маслята» (1972);
- «Береги Тавриди» (1974);
- «Три шовковиці» (1974);
- «Тополі» (1975, Сімферопольський художній музей);
- «Єфрейтор А. С. Єрмохін» (1977);
- «Рядовий В. А. Єрмаков» (1977);
- «Стара фортеця» (1978);
- «Вулиця у Бахчисараї» (1979);
- «У новому районі» (1979);
- «Каштани» (1982);
- «Абрикос цвіте» (1982);
- «Весна. Седнів» (1986);
- «Околиця села» (1989);
- «Бузок» (1990);
- «Палацова площа» (1994);
- «Азовські рибалки» (2000);
- «Скелі у Казантипі» (2006);

акварелі
- «Клайпеда. Привокзальна площа» (1970);
- «Паланга» (1970);
- «Тракай» (1973);
- «Озеро Платяляй» (1973).

Брав участь в обласних виставках з 1955 року, республіканських — з 1958 року, всесоюзних — з 1961 року. Роботи експонувалися па зарубіжних виставках в Угорщині у 1974 році, Японії у 1975 році. Персональна виставка відбулася у Києві у 2007 році.
Крім згаданого музею полотна художника зберігаються у Національному художньому музеї України та Музеї сучасного мистецтва України у Києві, Одеському художньому музеї, приватних колекціях як в Україні, так і за її межами.